# 平喬特
平喬特是哥倫比亞的城鎮，位於該國東北部，由桑坦德省負責管轄，距離首府布卡拉曼加107公里，面積52平方公里，海拔高度1,276米，2005年人口3,740。
6°32′N 73°11′W / 6.533°N 73.183°W